# Peschetius sudanensis
Peschetius sudanensis är en skalbaggsart som beskrevs av Omer-cooper 1970. Peschetius sudanensis ingår i släktet Peschetius och familjen dykare. Inga underarter finns listade i Catalogue of Life.